# HMS Nelson (28)
El HMS Nelson (28) fue un acorazado de la Royal Navy perteneciente a la clase Nelson construido en el periodo de entreguerras que participó en la Segunda Guerra Mundial. Recibió su nombre en honor al almirante Horatio Nelson, primer vizconde Nelson.

## El Buque

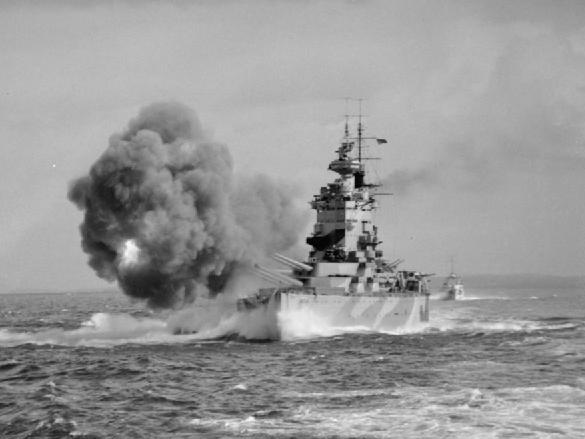
El HMS Nelson disparando sus cañones durante las pruebas de su artillería.

Al igual que su gemelo, el HMS Rodney, fue construido bajo los dictados del tratado naval de Washington de 1922, lo que implicó que su tonelaje fuera limitado a 35 000 toneladas.
Fueron terminados en 1927, estando bien blindados y con muy buen armamento, dotados del mayor calibre a flote previo a la entrada de la Clase Yamato.  Al igual que sus antecesores en la Royal Navy, su velocidad era baja (23 nudos). Además, sus máquinas dieron problemas frecuentemente. A diferencia de los acorazados anteriores de la Royal Navy, tenía toda la artillería principal a proa y toda su artillería secundaria instalada en torretas desde su botadura.
Su artillería principal, 9 cañones de 16” (406 mm), situada toda a proa en tres torretas (llamadas “A”, “B” y “X”), recibía individualmente (cada cañón) los siguientes apodos: Happy, Grumpy, Sneezy, Dopey, Sleepy, Bashful, Doc, Mickey y Minnie.
El HMS Nelson, fue construido en Newcastle por Armstrong-Whitworth. Fue botado en septiembre de 1925, siendo comisionado en agosto de 1927
El HMS Nelson adolecía de graves fallos: 
- La configuración exageradamente original de su artillería principal, situada toda ella a proa del puente de mando, permitiendo disparar a ambas bandas o en misión de caza, sin posibilidad alguna de disparar en retirada.

- La poca autonomía y el excesivo consumo de combustible que obligaba al abastecimiento dedicado en altamar.

- La poco elevada potencia de su aparato motriz en comparación con sus coetáneos de igual tonelaje.

## Historial

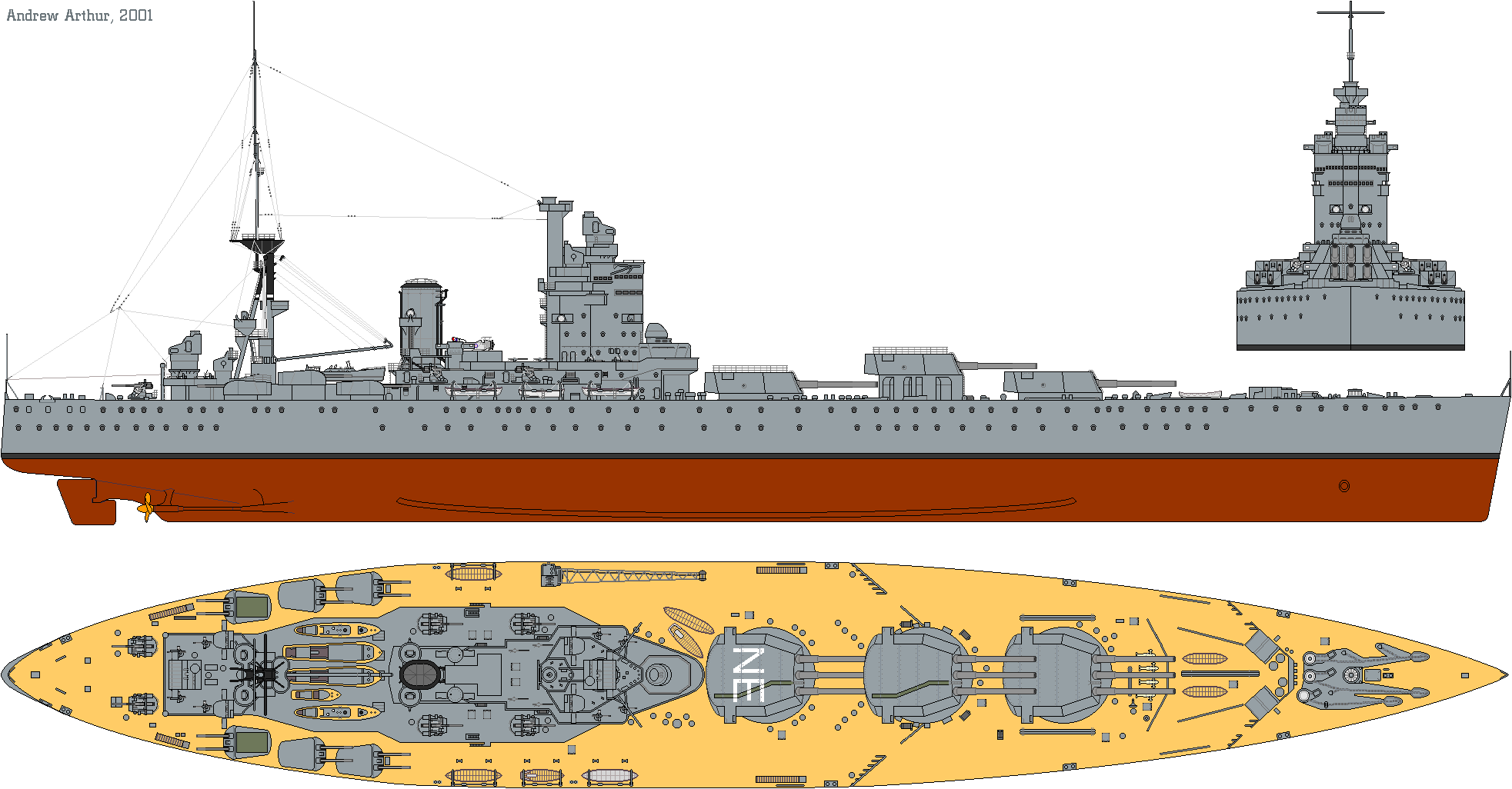
Esquema del HMS Nelson

El inicio de la Segunda Guerra Mundial sorprendió al Nelson en Scapa Flow, integrado en la Home Fleet, de la que era buque insignia. Tomó parte en la caza del Scharnhorst y el Gneisenau entre el 23 y el 30 de noviembre de 1939 y el 4 de diciembre, resultó gravemente averiado con una mina magnética colocada por el Submarino U-31 en la entrada a Loch Ewe. La mina chocó bajo el castillo de proa, por babor, dañando el casco y provocando la inundación de varios compartimentos. Unos 70 tripulantes (número que varía según la fuente) resultaron heridos. El 8 de enero de 1940 entró en Portsmouth para ser reparado, y volvió al servicio activo el 18 de agosto, reasumiendo su papel de buque insignia de la flota. 
El HMS Nelson participó en noviembre en la caza de corsarios alemanes, como el Admiral Scheer, y durante los tres primeros meses del año 1941 de nuevo contra el Scharnhorst y el Gneisenau que operaban en el Atlántico, patrullando al sur de Islandia. 
El 1 de abril de 1941 cedió al HMS King George V su condición de buque almirante de la flota y fue enviado en misión de escolta a los convoyes de tropas que se dirigían a Oriente vía Ciudad del Cabo. En julio fue destinado a la Fuerza H y participó como escolta de un convoy de suministros a Malta (Operación Substance) del 21 al 27 de julio. 
El 8 de agosto relevó al HMS Renown como buque insignia de la Fuerza H, y el 27 de septiembre, mientras escoltaba un convoy a Malta (Operación Halberd) fue alcanzado por un torpedo lanzado desde un Savoia-Marchetti S.M.84 del 36º Stormo Aerosiluranti de la Regia Aeronautica, al sur de Cerdeña. El torpedo impactó por el costado de babor, justo antes de la torre A, en el mismo lugar donde había impactado la mina magnética alemana en 1939. La explosión abrió un gran boquete en el casco: 3 700 toneladas de agua entraron en el buque, inundando varios compartimentos. Con el peso, la proa se escoró 3'5 metros, disminuyendo la velocidad del acorazado. Tras reparaciones de urgencias en Malta, fue enviado a Rosyth, donde las reparaciones duraron hasta el 7 de abril de 1942, en que el barco se reintegró a la Home Fleet. 
De regreso al Mediterráneo participó como escolta en el envío de un convoy a Malta (operación Pedestal, del 10 al 15 de agosto de 1942) y regresó a la Home Fleet; Poco después, encuadrado en la Fuerza H, desde el 6 de noviembre, tomó parte en la operación Torch, el desembarco en África del Norte. Con la Fuerza H estuvo presente en la invasión de Sicilia (Operación Husky) en julio de 1943, cubriendo el desembarco con sus cañones y en el bombardeo de Reggio di Calabria y Pellaro (Operación Hammer) el 31 de agosto, como trabajo preparatorio al desembarco del ejército británico en Calabria. También se participó en el desembarco de Salerno (Operación Avalanche), el 9 de septiembre y en Malta en el acto de capitulación de la Regia Marina, el 29 de septiembre, que se firmó a bordo del HMS Nelson. Regresó a la Home Fleet en noviembre de 1943 y participó en el desembarco de Normandía en la Fuerza de Reserva de la Western Task Force. Entre el 11 y el 18 de junio de 1944 el HMS Nelson llevó a cabo 20 bombardeos sobre las baterías costeras y las concentraciones de tropas enemigas. En esta última fecha, 18 de junio, fue nuevamente alcanzado por una mina alemana y tuvo que retirarse de la zona de combate. 
Llegó a Filadelfia, Pensilvania, el 22 de junio, y estuvo en dique seco hasta enero de 1945 en que se reincorporó a la Home Fleet. 
En abril fue destinado a la East Indies Fleet (la antigua Eastern Fleet) y el 9 de julio llegó a Colombo, donde relevó al HMS Queen Elizabeth como buque insignia de la flota. Cubrió las operaciones de dragado de minas en la isla de Phuket en el istmo de Kra, entre el 24 y el 26 de julio, y bombardeó las instalaciones costeras japonesas. El 2 de septiembre de 1945 recibió a bordo la capitulación de las fuerzas japonesas en el área de Penang y el día 12, en Singapur, de todas las fuerzas japonesas en el sudeste asiático. 
Llegó a Portsmouth el 17 de noviembre de 1945 y el 24 relevó a su gemelo, el HMS Rodney como buque insignia de la Home Fleet, puesto que mantuvo hasta abril de 1946. Transformado en buque entrenamiento, pasó a la reserva el 20 de octubre de 1947. En 19 de mayo de 1948 fue dado de baja en la Royal Navy y se le utilizó como buque objetivo para bombarderos en picado. 
Finalmente el 5 de enero de 1949 fue destinado al desguace, comenzando el mismo el 15 de marzo de ese año en Inverkeithing.